# بخش پاکور
بخش پاکور (به انگلیسی: Pakur district) یک منطقهٔ مسکونی در هند است که در Santhal Pargana division واقع شده‌است. بخش پاکور ۱٬۸۰۵٫۵۹ کیلومتر مربع مساحت و ۹۰۰٬۴۲۲ نفر جمعیت دارد.